# Costantino Ducas
Costantino Ducas (in greco Κωνσταντίνος Δούκας?, Kōnstantinos Doukas; 1074 – 1096) è stato coimperatore bizantino dal 1075 al 1078 e successivamente dal 1081 al 1087.

## Biografia

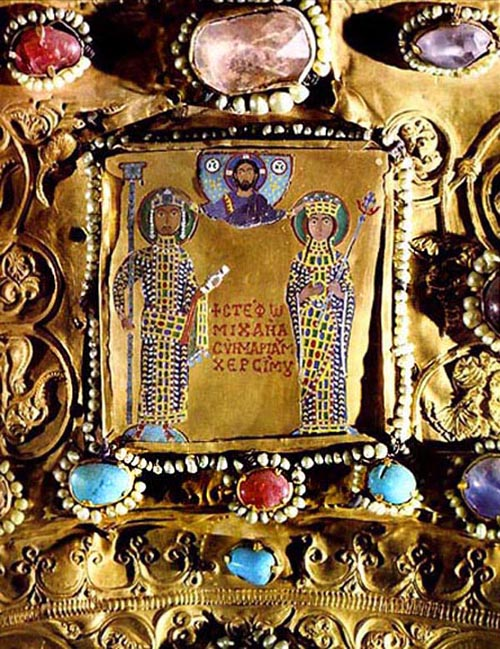
I genitori di Costantino, Michele VII Ducas e Maria d'Alania, mentre vengono incoronati da Cristo.

Costantino Ducas era figlio dell'imperatore bizantino Michele VII Ducas (1071-1078) e dell'imperatrice Maria d'Alania. Gli fu dato il nome di suo nonno, Costantino X Ducas (1059-1067). Egli era dunque un Porfirogenito, cioè "nato dalla porpora". Fu associato al trono dal padre subito dopo la nascita, nel 1075. Costantino fu rapidamente coinvolto nella diplomazia imperiale e fu promesso sposo ad Olimpia di Puglia, ribattezzata Elena, figlia del re normanno Roberto il Guiscardo. Nel gennaio 1078, Michele fu costretto ad abdicare in favore di Niceforo III Botaniate (1078-1081): Maria accettò di sposare il nuovo imperatore, nonostante l'enorme differenza d'età, ma in cambio Niceforo doveva nominare come suo erede Costantino. Niceforo, poco dopo, venne meno alla sua promessa e la retrocessione di Costantino portò anche alla rottura del fidanzamento con la figlia del Guiscardo, che usò la circostanza come pretesto per iniziare una campagna militare contro l'impero bizantino nei Balcani. Maria iniziò a complottare contro Niceforo, insieme al generale Alessio Comneno, che i pettegolezzi di corte affermavano essere il suo amante.
Il 4 aprile 1081, Niceforo fu costretto ad abdicare e Alessio divenne imperatore (1081-1118). Adottò Costantino, nominandolo poi suo erede. Costantino accompagnò l'imperatore nelle occasioni pubbliche e la sua firma di fu presente in tutti i documenti ufficiali emessi da Alessio. Nel dicembre 1083, Alessio fece fidanzare Costantino con sua figlia Anna Comnena, appena nata. Su richiesta di Maria, il filosofo Teofilatto di Ocrida scrisse per i giovani un trattato speciale sull'educazione del principe.
Costantino era di costituzione debole e non godeva di buona salute. Il 13 settembre 1087 nacque il primogenito di Alessio, il futuro imperatore Giovanni II Comneno (1118-1143), dato alla luce dall'imperatrice consorte Irene Ducas. Allora l'impegno di Anna con Costantino fu sciolto, e quest'ultimo fu privato del titolo di coimperatore, mentre sua madre Maria fu costretta a ritirarsi in un monastero. Anche se privo del titolo di co-imperatore, Costantino conservò il favore dell'imperatore, rimanendovi in buoni rapporti. Nel 1094, durante la campagna di Alessio contro i Serbi, Costantino fu ospite a cena dell'imperatore. Successivamente si rifiutò di partecipare a una ribellione contro Alessio. Sembra che Costantino sia morto nel 1096.